# لامار وليامز
لامار وليامز (بالإنجليزية: Lamar Williams)‏ هو موسيقي أمريكي، ولد في 14 يناير 1949 في غولفبورت في الولايات المتحدة، وتوفي في 21 يناير 1983 بسبب سرطان الرئة.

## وصلات خارجية
- لامار وليامز على موقع ميوزك برينز (الإنجليزية)
- لامار وليامز على موقع أول ميوزيك (الإنجليزية)
- لامار وليامز على موقع ديسكوغز (الإنجليزية)